# Eyzerac
Eyzerac (tiếng Occitan là Aiserac) là một xã của Pháp, nằm ở tỉnh Dordogne trong vùng Aquitaine của Pháp. Xã này có diện tích 11,03 km2, dân số năm 1999 là 510 người. Xã nằm ở khu vực có độ cao trung bình 176 m trên mực nước biển.

## Hành chính
| Danh sách các xã trưởng                |             |             |                  |                |
| Giai đoạn                              | Giai đoạn   | Tên         | Đảng             | Tư cách        |
| 1995                                   | đương nhiệm | Yves Puivif | không chính thức | cán bộ hưu trí |
| Tất cả các dữ liệu trước đây không rõ. |             |             |                  |                |

## Thông tin nhân khẩu
| Năm | 1962 | 1968 | 1975 | 1982 | 1990 | 1999 |
| --- | ---- | ---- | ---- | ---- | ---- | ---- |
| Dân số | 462  | 432  | 422  | 430  | 493  | 510  |
| From the year 1962 on: No double counting—residents of multiple communes (e.g. students and military personnel) are counted only once. |      |      |      |      |      |      |